# Thalera buplevaria
Thalera buplevaria là một loài bướm đêm trong họ Geometridae.